# Pseudacontia
Pseudacontia là một chi bướm đêm thuộc họ Noctuidae.

## Loài
- Pseudacontia cansa J.B. Smith, 1908
- Pseudacontia crustaria (Morrison, 1875)
- Pseudacontia louisa J.B. Smith, 1908